# خوسيه فاريلا
خوسيه فاريلا (بالإسبانية: José Varela)‏ هو دراج كوستاريكي، ولد في 4 نوفمبر 1984.

## وصلات خارجية
- خوسيه فاريلا على موقع إحصائيات الدراجات الإحترافية (الإنجليزية)
- خوسيه فاريلا على موقع نسبة الدراجات (الإنجليزية)